# Zygophyllum heterocladum
Zygophyllum heterocladum är en pockenholtsväxtart som beskrevs av K. H. Rech. & Patzak. Zygophyllum heterocladum ingår i släktet Zygophyllum och familjen pockenholtsväxter. Inga underarter finns listade i Catalogue of Life.